# Пападимос, Димитрис
Димитрис Пападимос (греч. Δημήτρης  Παπαδήμος, 1 мая 1918, Каир, Египет — 3 мая 1994 года, Афины, Греция) — греческий фотограф.

## Биография
Димиторс Пападимос родился в Каире в 1918 году в египетской греческой колонии. Фотографией увлёкся с юношества и в раннем возрасте выразил желание заняться кинематографом. Систематически фотографией стал заниматься в годы Второй мировой войны, когда он служил военным фотографом в рядах Греческих вооружённых сил Ближнего Востока и в Информационном бюро эмиграционного греческого правительства. Снимал окончание войны и вооружённое британское вмешательство в греческие дела в декабре 1944 года. После войны он совместил свои два увлечения — путешествия и фотографию. В течение 10 лет (1946—1956 гг.) и до окончательного переселения в Грецию Димитрис Пападимос объездил Египет, страны Средиземноморья и Ближний Восток. Результатом этих путешествий и сотрудничества с английскими писателями стали его выставки и иллюстрированные книги путешествий. Одновременно он профессионально занимался кинематографом.
Проживая в Афинах с 1956 по 1980 год, он объездил всю Грецию, сделав множество снимков. С 1956 года он был сотрудником журнала «Почтальон» («Ταχυδρόμος») и одновременно сотрудником Греческой организации туризма и Музея греческого народного искусства. Вершиной его фотографической деятельности стало издание в 1974 году альбома под заголовком Греция которая уходит  (Η Ελλάδα που Φεύγει).
После смерти Димитриса Пападимоса в 1994 году его архив согласно его завещанию был подарен его женой и сыном Институту культуры Национального банка Греции (Μ.Ι.Ε.Τ). Архив содержит фотографический материал стран Средиземноморья, собранный Димитрисом Пападимосом в течение сорока лет. Большая часть материала посвящена Египту и Греции. Архив включает в себя около 65.000 негативов: Пейзажи и люди пустыни, Нил, Синай, Гана, Кипр, материковую и островную Грецию. В военный период Димитрос Пападимос фотографировал сцены на Ближнем Востоке, Сражение при Римини, военные события декабря 1944 года в Афинах, портреты греческих, иностранных художников и писателей, таких как Минос Аригиракис, Царухис, Яннис, Мела, Наталия, Элли Ламбети, Сеферис, Йоргос, Даррелл, Лоренс, Кокто, Жан, Austen St. Barbe Harrison и многих других.

## Портреты Димитриса Пападимоса

Аргиракис, Минос
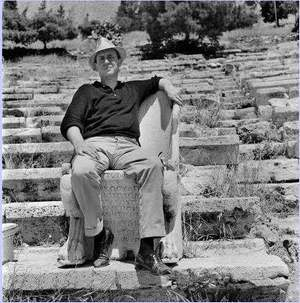
Царухис, Яннис
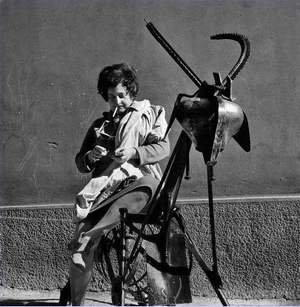
Мела, Наталия
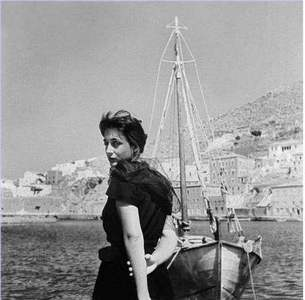
Ламбети, Элли
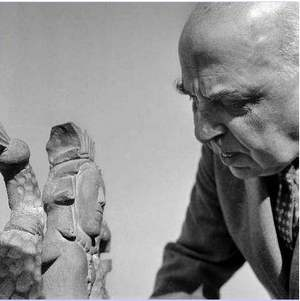
Сеферис, Йоргос
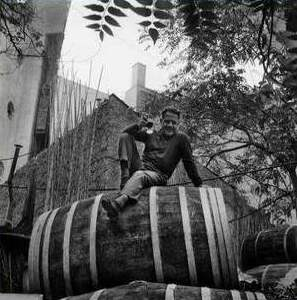
Даррелл, Лоренс
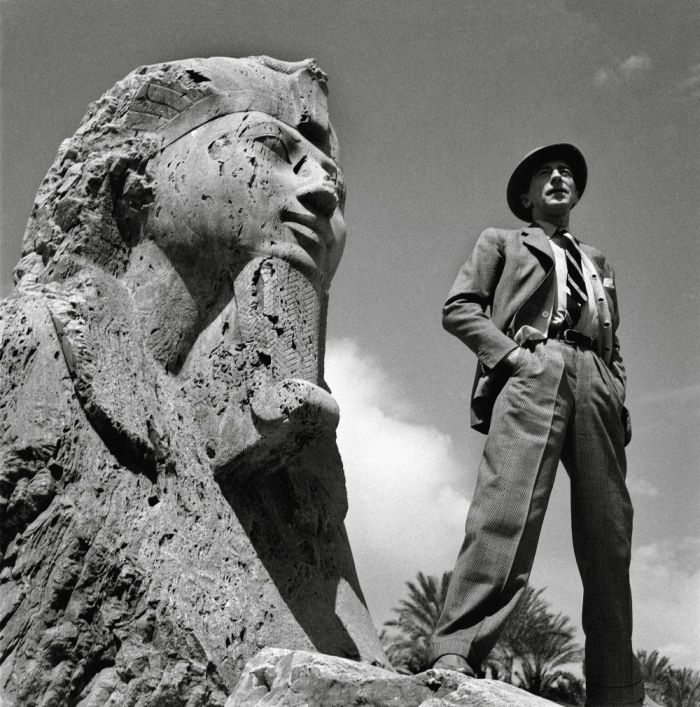
Кокто, Жан
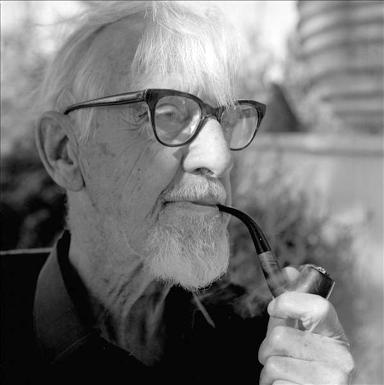
Austen St.Barbe Harrison